# Akajaure (Arjeplogs socken, Lappland, 737448-156533)
Akajaure var en sjö i Arjeplogs kommun i Lappland, som numera är en del av Riebnes vattenmagasin som ingår i Skellefteälvens huvudavrinningsområde. Området ligger i Hornavan-Sädvajaure fjällurskog Natura 2000-område.